# Hermann Kugelstadt
Hermann Kugelstadt (* 16. Februar 1912 in Limburg an der Lahn; † 9. März 2001 in Zell am See, Österreich) war ein deutscher Filmregisseur und Drehbuchautor, der am besten für seine Heimatfilme der 1950er Jahre und seine Fernsehserien der 1960er und 1970er Jahre in Erinnerung geblieben ist.

## Leben
Kugelstadt hatte zwischen 1932 und 1935 Theaterwissenschaft und Germanistik an den Universitäten von Frankfurt am Main, München, Wien und Berlin studiert.
Seine filmische Laufbahn begann er 1937 als Regieassistent bei Géza von Bolvárys Film Der Unwiderstehliche, seinen Nachkriegseinstand gab er 1949 bei Einmaleins der Ehe als Assistent von Rudolf Jugert. 1951 debütierte er als Regisseur. Bereits sein Erstling, Heimat, Deine Sterne nach einer Vorlage von Ludwig Thoma, war ein Heimatfilm. Kugelstadt blieb fast das gesamte Jahrzehnt diesem Genre treu und konnte mit einigen seiner Inszenierungen beachtliche Publikumserfolge erzielen, auch wenn die Kritik seine Arbeiten regelmäßig mit Häme und Ironie kommentierte.
Bei einigen seiner frühen Inszenierungen wirkte er, oftmals in Zusammenarbeit mit Johannes Kai, auch am Drehbuch mit. 1956 bzw. 1957 drehte er zwei populäre Lustspiele um zwei Ur-Bayern (Joe Stöckel und Beppo Brem), Zwei Bayern in St. Pauli und Die fidelen Detektive; im Jahr darauf zwei behäbige und sentimentale Spätwerke mit dem nahezu 80-jährigen Hans Moser, Hallo Taxi und Herrn Josefs letzte Liebe.
Mit dem allmählichen Niedergang von 'Papas Kino' zu Beginn der 60er Jahre wechselte Kugelstadt zum Fernsehen. Dort inszenierte er in der Folgezeit eine Fülle von Folgen zu einzelnen Serien sowie rund um das Jahr 1970 einige ambitionierte Fernsehspiele mit zeithistorischem Hintergrund (c, Friedrich Ebert – Geburt einer Republik, Der Fall Sorge, Marinemeuterei 1917, Die Halsbandaffäre).
Seine Karriere beendete Kugelstadt 1973/74 mit der ebenso populären wie erfolgreichen Wiener Hotel-Serie Hallo – Hotel Sacher... Portier!, einer Gemeinschaftsproduktion des ORF und ZDF mit Fritz Eckhardt in der Titelrolle.

## Filmografie (als Regisseur)
- 1937: Der Unwiderstehliche (als Regieassistent)
- 1939: Nanette (als Regieassistent)
- 1951: Heimat, Deine Sterne
- 1952: Heimatglocken (auch Drehbuchmitarbeit)
- 1953: Die Mühle im Schwarzwäldertal (auch Drehbuchmitarbeit)
- 1954: Das Kreuz am Jägersteig (auch Drehbuchmitarbeit)
- 1955: Der dunkle Stern (auch Drehbuchmitarbeit)
- 1955: Das Forsthaus in Tirol (auch Drehbuchmitarbeit)
- 1955: Der Jäger vom Roteck
- 1956: Heidemarie
- 1956: Hengst Maestoso Austria
- 1956: Zwei Bayern in St. Pauli
- 1957: Die fidelen Detektive
- 1957: Jungfrauenkrieg
- 1958: Heiratskandidaten
- 1958: Hallo Taxi
- 1958: Die Straße
- 1959: Herrn Josefs letzte Liebe
- 1959: Hubertusjagd
- 1961: Gefährliche Reise
- 1963–1965: Die Karte mit dem Luchskopf (TV-Serie)
- 1965: Oma ist noch besser (TV-Serie)
- 1965: Diamanten sind gefährlich (TV-Dreiteiler)
- 1966: Ulrich und Ulrike (TV-Serie)
- 1967: Dreizehn Briefe (TV-Serie)
- 1968: Anker auf und Leinen los! (TV-Serie)
- 1968: Sir Roger Casement (2 Teile, ZDF)
- 1968: Das Ferienschiff (TV-Serie)
- 1969: Friedrich Ebert – Geburt einer Republik (TV)
- 1969: Der Fall Sorge (TV)
- 1969: Marinemeuterei 1917 (TV)
- 1969/70: Junger Herr auf altem Hof (TV-Serie)
- 1971: Die Halsbandaffäre (TV)
- 1971: Wenn der Vater mit dem Sohne (TV-Serie)
- 1972: Maske in Blau (TV) (auch Drehbuchmitarbeit)
- 1973/74: Hallo – Hotel Sacher … Portier! (TV-Serie)